# Gerard Bunk

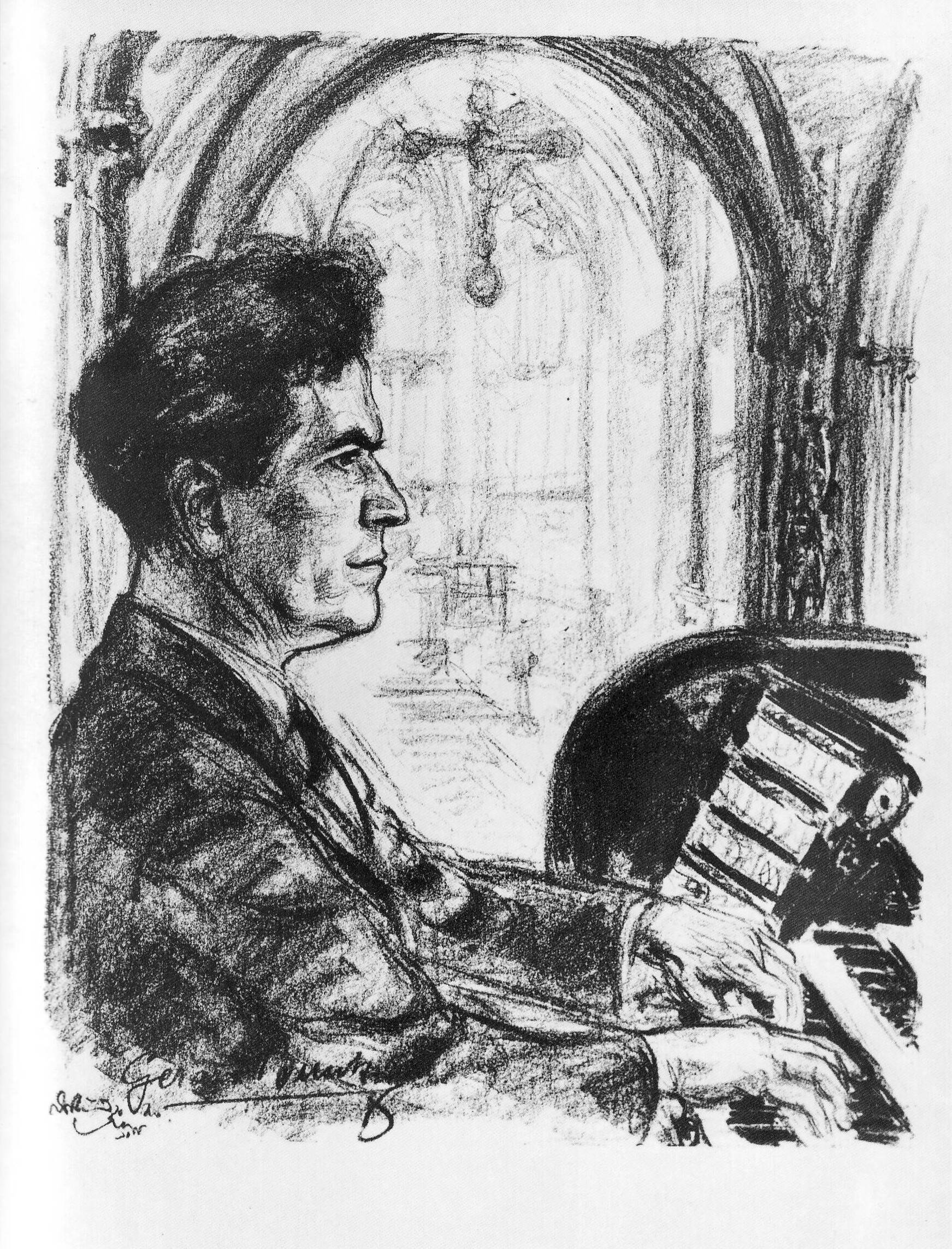
Gerard Bunk an der Walcker-Orgel von St. Reinoldi, Dortmund – Lithografie von Emil Stumpp, 1931

Gerard Bunk (* 4. März 1888 in Rotterdam; † 13. September 1958 in Kamen) war ein deutsch-niederländischer Organist, Pianist, Cembalist, Chorleiter und Komponist.

## Leben und Wirken
Gerard Bunk war seit 1901 Schüler am Rotterdamer Konservatorium der Maatschappij tot Bevordering der Toonkunst. Der Schwerpunkt seiner Ausbildung lag auf dem Klavierstudium bei Anton Verheij.
Nach einem kurzen Aufenthalt in Hull und London (bei dem Pianisten Mark Hambourg) kam er 1906 nach Bielefeld zum Klavierpädagogen Hans Hermanns, dem er ans Hamburger von Bernuthsche Konservatorium folgte. 1907 wurde Bunk Klavierlehrer am Konservatorium in Bielefeld.
An der Orgel bildete er sich vorwiegend autodidaktisch aus, wobei sich seine pianistischen Fähigkeiten bezahlt machten: „Das Orgelspiel in solcher beispiellos gedrängten Fülle wie in Bunks Leben war [...] u. a. nur möglich durch die vom Klavier her in jungen Jahren erworbene Perfektion auf der Tastatur. Er war einer der wenigen Organisten, die – gleichsam als Vorbereitung für das Spiel auf ihrem Instrument – auf dem Klavier ‚ausgelernt‘ haben. Und als die große Karriere des Organisten in Bielefeld begann, blieb die Garantie pianistischer Virtuosität unvermindert erhalten.“ Am 20. Juni 1907 gab Bunk sein erstes Orgelkonzert in der Bielefelder Synagoge. Hier und in der Neustädter Marienkirche spielte er in den Folgejahren zyklisch angelegte Konzertreihen.
Am 5. Mai 1910 sprang Bunk für Karl Straube beim ersten Konzert des Dortmunder Max-Reger-Fests ein und wechselte sich mit Reger an der im Vorjahr erbauten „Riesenorgel“ von St. Reinoldi ab. Reger empfahl ihn anschließend an das Dortmunder Hüttner-Konservatorium, wo Bunk Klavier- und später auch Orgelspiel unterrichtete. Begeistert von der Klangpracht der Orgel in der Reinoldikirche erklärte es Bunk als sein Lebensziel, Organist dieses Instruments zu werden. Zunächst wirkte er aber ab 1912 als Organist an der Altkatholischen Krimkapelle, ab 1920 an der St.-Petri-Kirche in Dortmund. Auf dem Höhepunkt seiner Karriere sah sich Bunk, als er schließlich 1925 zum Organisten des als Referenzinstrument der Elsässischen Orgelreform geltenden „epochemachenden Orgelwerkes“ von St. Reinoldi und zum Dirigenten des Bach-Vereins gewählt wurde. Ab 1929 veranstaltete Bunk vierzehntägliche „Orgel-Feierstunden“, in denen er einen Großteil der damals bekannten Orgelliteratur aufführte. Dadurch erreichte Bunk das Renommee eines der führenden Orgelkünstler seiner Zeit; die Presse nannte ihn „die lebendige Orgelgeschichte“.
Bunk leitete ab 1912 verschiedene Musikvereine. Unter den Kammermusik-Vereinigungen, denen er im Laufe seines Lebens angehörte, war das „Dortmunder Trio“ zwischen 1920 und 1929 mit dem niederländischen Geiger und späteren Dirigenten Paul van Kempen und dem Cellisten Carl Roser die wohl bedeutendste. Nach dem Ersten Weltkrieg tat er sich mit Friedrich Enzen und Rudolf Evler in der „Triovereinigung Bunk-Enzen-Evler“ zusammen. Von den Anfängen des Rundfunks an war Bunk in Radiosendungen des Reichssender Köln, Reichssender Berlin und Radio Hilversum zu hören, in Übertragungen aus der Reinoldikirche, häufig auch mit dem Bielefelder Kinderchor.
1922 verzeichnet ihn das Riemann Musiklexikon als „gesuchter Begleiter“. Bunk assistierte am Klavier (oder seltener an der Orgel) zahlreichen Vokal- und Instrumentalsolisten wie den Sopranistinnen Julia Culp, Elena Gerhardt, Lotte Leonard, Ilona Durigo, Karin Branzell, Lola Artôt de Padilla, Henny Wolff und Ria Ginster; den Altistinnen Adrienne Osborne, Emmi Leisner und Maria Olszewska; den Tenören Hermann Jadlowker, Heinrich Knote und Karl Erb (der Bunk seinen „Flügelmann“ nannte); den Baritonen Hans Joachim Moser, Heinrich Schlusnus, Heinrich Rehkemper, Emil Schipper, Hermann Weißenborn, Hermann Schey, Willi Domgraf-Fassbaender und Karl Schmitt-Walter; dem Bassisten Felix von Kraus; den Geigern Hans Benda, Willy Heß, Max Strub, Alma Moodie, Joseph Szigeti, Franz von Vecsey, Juan Manén und Marta Linz; den Cellisten Hermann Busch, Emanuel Feuermann und Gaspar Cassadó. Auch Tänzerinnen begleitete Bunk am Flügel, so 1908 Grete Wiesenthal und in den Zwanziger Jahren häufig Edith von Schrenck. 1943 bis Beginn 1944 war er mit dem Wiener Cellisten Slavko Popoff in ausgedehnten Tourneen durch Süddeutschland und Österreich unterwegs; die Konzerte wurden häufig von der NS-Organisation „Kraft durch Freude“ veranstaltet.
1928 erlangte er die deutsche Staatsbürgerschaft. Im gleichen Jahr begegnete er Albert Schweitzer, mit dem er bereits seit 1910 korrespondierte, bei dessen Orgelkonzert in St. Reinoldi. 1930 wurde Bunk auch Organist an der ebenfalls von Walcker erbauten Orgel der Dortmunder Synagoge, ein Amt, das er am 11. Mai 1933 unter unbekannten Umständen niederlegte. In den 1930er Jahren dirigierte er das „Orchester der Berufsmusiker beim Arbeitsamt Dortmund“ aus erwerbslosen Musikern vorwiegend in Radiokonzerten des Reichssenders Köln. 1936 wurde er vom altpreußischen Evangelischen Oberkirchenrat zum Kirchenmusikdirektor ernannt. 1937 kaufte er sich ein Cembalo der Firma Neupert, auf dem er nun auch konzertierte.
Mit der Zerstörung St. Reinoldis am 23. Mai 1943 setzten die „Orgel-Feierstunden“ aus. Den „Bach-Verein“ dirigierte Bunk nach Kriegsende auf Konzertreisen durch Rheinland und Westfalen und in der weitgehend unbeschädigten Dortmunder Nicolaikirche. „Unsere Bachmission [...] kann nicht mit dem letzten herrlichen Singen [...] beendet gewesen sein. Wenn dieses Singen für immer verstummen sollte, so wäre das wohl der schwerste Verlust für einen Kirchenmusiker, den die vollendete Wiedergabe der Motetten ‚Jesu, meine Freude‘ [...] und ähnlicher Meisterwerke am ehesten über den schweren Verlust seiner geliebten Orgel hinwegzusetzen vermöchte.“
1952 disponierte Bunk eine Orgel der Firma Walcker für den „Goldsaal“ der Dortmunder Westfalenhalle. Zwei Jahre später nahm er die „Orgel-Feierstunden“ an einer kleinen Interimsorgel in der zum Teil neu errichteten Reinoldikirche (Nordschiff) mit seiner Einrichtung von Bachs Kunst der Fuge für die Orgel wieder auf. 1958 wurde ihm von der Stadt Dortmund eine bronzene Reinoldusplakette verliehen. Im Mai weihte er eine neue Walcker-Orgel in St. Reinoldi ein, die er anschließend noch einmal spielen konnte. Im Vorfeld ihres Abrisses für den Aufbau der jüngsten Orgel in St. Reinoldi 2020 wurde heftig diskutiert, ob es sich bei dem nach den Grundsätzen der Orgelbewegung disponierten Instrument von 1958 tatsächlich um eine Orgel nach den Vorstellungen Bunks gehandelt habe.

### Walcker-Orgel von St. Reinoldi als Referenzinstrument der Elsässischen Orgelreform

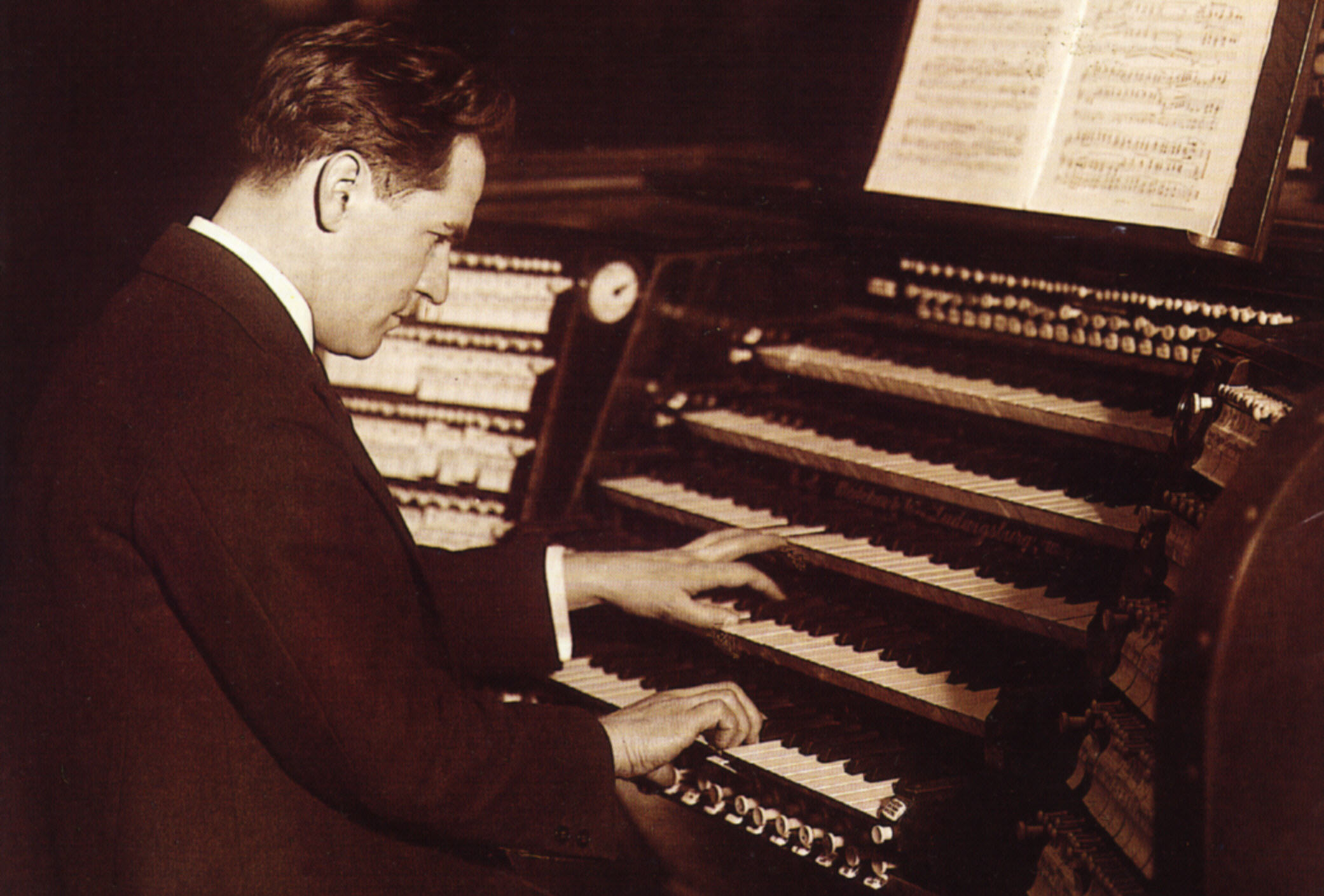
Gerard Bunk am „Normal- und Einheits-Spieltisch“ der Walcker-Orgel von St. Reinoldi, Dortmund

Für die Disposition einer neuen Orgel fuhren der Dortmunder Musikdirektor Carl Holtschneider, Oscar Walcker und Émile Rupp als führender Kopf der deutsch-elsässischen Orgelreform im Sommer 1907 nach Paris, um Pariser Orgeln zu besichtigen. „Der Erfolg war“, schreibt Rupp, „die auf jener Reise am Hoteltisch vereinbarte Reformdisposition dieses epochemachenden Orgelwerkes [von St. Reinoldi], die sich fast wörtlich an diejenige der Cavaillé-Coll-Orgel von St-Sulpice anschließt.“ Die Einweihung wurde mit einem Bachfest vom 20.–22. März 1909 begangen. In den Orgelkonzerten spielte u. a. Albert Schweitzer das neue Instrument; Schweitzer hielt auch einen Vortrag über Bach. Rupp beschreibt die Orgel: „Zum erstenmal in deutschen Landen war das Klangmaterial auf fünf Klaviere verteilt; zum erstenmal überwog der Prozentsatz der Mixturchöre, Aliquoten und Zungenstimmen den der geradzahligen Labialgrundstimmen. Zum erstenmal waren in dem auf dem 16’-Ton basierten Solo (Bombardenklavier) 3 horizontal sprechende Starkdruck-Zungenstimmen im 16-, 8- und 4-Fußton zur Anwendung gekommen. [...] Zum erstenmal waren die Reformgrundsätze in derart großzügiger Weise in die befreiende Tat umgesetzt worden [...]. Der Erfolg ließ die Gegner verstummen, besonders auch hinsichtlich der Traktur und des in Dortmund verwendeten Normal- und Einheitsspieltisches nach dem vom Verfasser vorgeschlagenen Modell.“ Oskar Walcker widmet der Orgel ein Kapitel in seinen Erinnerungen; er resümiert: „Wir waren überzeugt, daß mit dem Bau dieser Orgel die deutsch-elsässische Reform ihre Krönung erhalten werde und daß wir dem deutschen Orgelbau damit einen neuen Weg gewiesen hätten.“ 1939 ließ Bunk die Orgel um ein Rückpositiv erweitern. Sie wurde in der Nacht vom 23. Mai 1943 beschädigt und bei weiteren Bombenangriffen zerstört.

### Komponist
Bunk findet als Komponist die größte Beachtung mit seinen Orgelwerken. Albert Schweitzer sieht bei der Legende op. 29 Einflüsse Felix Mendelssohn Bartholdys und César Francks vereinigt und hebt ihre „ruhige und plastische Anlage [...] im Vergleich zu der Formlosigkeit und Unruhe, die jetzt [1910] für Orgelcompositionen in Gebrauch ist“, hervor. Im Zusammenhang mit der 1911 komponierten Passacaglia a-Moll op. 40 stellt Wolfgang Stockmeier fest, dass „Bunk inzwischen einen Stil von unverwechselbarer persönlicher Eigenart entwickelt“ hat. Bunk schrieb die Kinderoper Gerda nach Hans Christian Andersens Märchen Die Schneekönigin, Klavierstücke, Werke für zwei Klaviere (die er mit seiner Frau Else Bunk aufführte), Lieder, Violinsonate, zwei Klaviertrios, Klavierquartett, drei Streichquartette, Chor- und Orchesterwerke, Symphonische Variationen fis-Moll für Orgel und kleines Orchester op. 67, Orgelkonzert d-Moll op. 70. Nach Uraufführung der Symphonie c-Moll op. 75 am 23. November 1925 in Karlsruhe schränkte Bunk sein Komponieren zunächst ein, vielleicht wegen der begonnenen Tätigkeit an St. Reinoldi, wahrscheinlich aber auch wegen des allgemeinen stilistischen Umbruchs hin zu einer Neuen Musik. Hinzu kam der frühe Tod des Freundes, Uraufführungsdirigenten und Widmungsträger der Symphonie Ferdinand Wagner im Juli des folgenden Jahres.
Als seine besondere Reaktion auf die Eignisse des Zweiten Weltkrieges, nach der Librettistin Martha Heinemann angeblich „unter dem Eindruck der Vernichtung seiner Heimatstadt Rotterdam“ am 14. Mai, vor allem aber als Zeichen in einer kirchenfeindlichen Zeit, begann er 1940 das Oratorium Groß ist Gottes Herrlichkeit nach dem Alten Testament (Jesus Sirach 43: Über Gottes Herrlichkeit in der Natur), in dem er in spätromantischen Klängen ein Bekenntnis seines Glaubens ablegte. Nach der Uraufführung 1948 schrieb er vorwiegend Bearbeitungen eigener und fremder Werke. Die bekannteste wurde seine Übertragung des Musikalischen Opfers von Johann Sebastian Bach auf die Orgel.

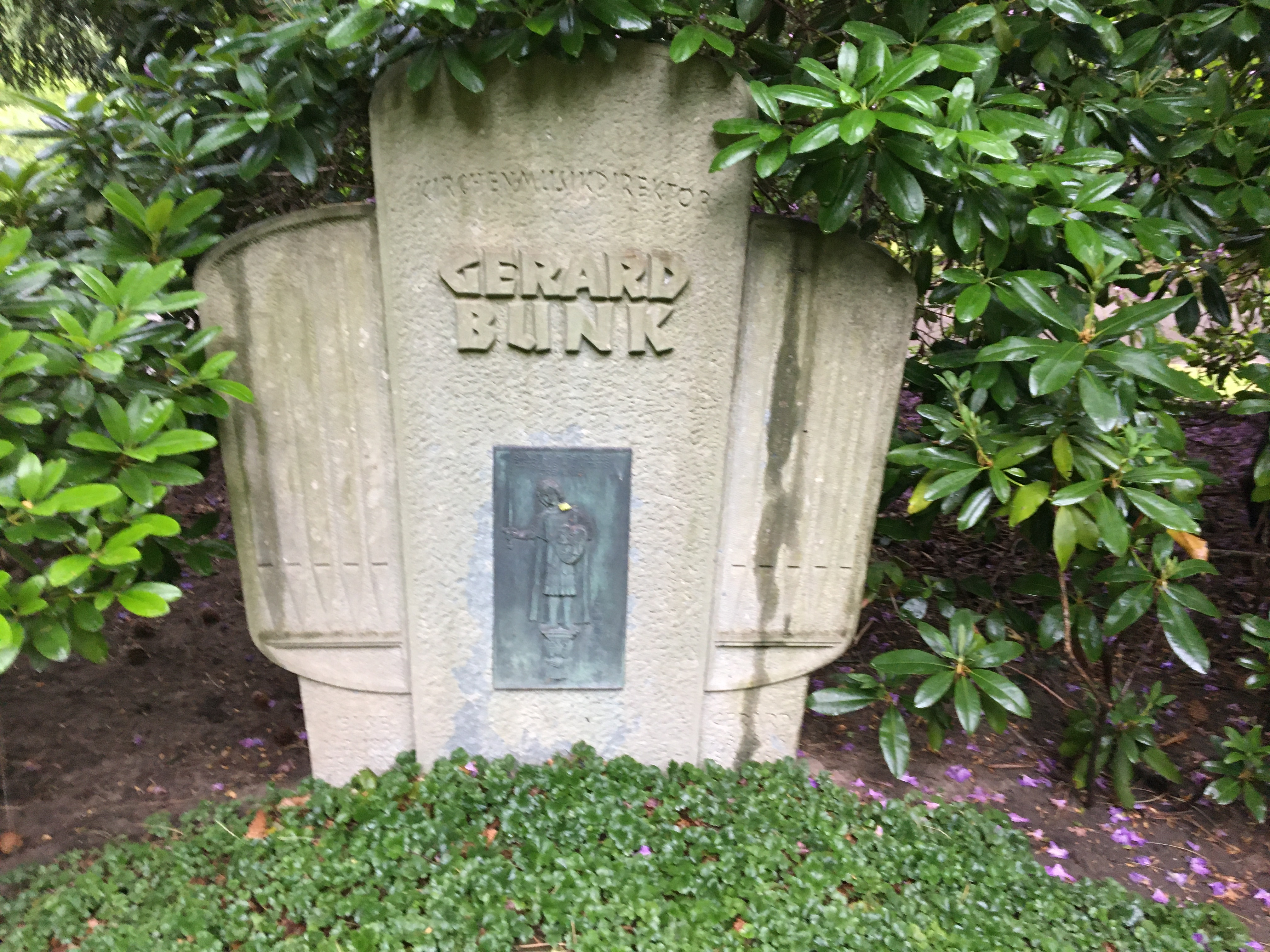
Grab auf dem Dortmunder Hauptfriedhof, Feld 147

## Werke (Auswahl)

### Chorwerke
- Der 1. Psalm für Sopransolo, Chor und Orgel, op. 47 (1912). Bärenreiter, Kassel 2013
- Weihnachtslegende für drei Frauenstimmen, op. 72 (1921). Bärenreiter, Kassel 2013
- Selig seid ihr Armen, Motette für achtstimmigen Chor a cappella, op. 77 (1930/57). Bärenreiter, Kassel 2013
- Sollt ich meinem Gott nicht singen, Motette für vierstimmigen Chor a cappella, op. 83 (1947). Bärenreiter, Kassel 2013

### Orgelwerke

#### Einzelausgaben
- 7 Variaties op O Sanctissima op. 4a (1906). Butz (in: O Sanctissima! Romantische Orgelbearbeitungen des Weihnachtsliedes O du fröhliche), Sankt Augustin 1999
- Einleitung, Variationen und Fuge über ein altniederländisches Volkslied d-Moll op. 31 (1908). Butz, Sankt Augustin 2000
- Sonate für Orgel f-Moll, op. 32 (1909/10; revidiert 1930). Bärenreiter, Kassel 2002
- Marche festivale A-Dur op. 43 / Pièce héroïque C-Dur op. 49 (1912/1914). Butz (als Zwei festliche Orgelstücke), Sankt Augustin 2004
- 8 Charakterstücke für Orgel, op. 54 (1910–1919). Möseler, Wolfenbüttel 2003
- 6 Orgelstücke, op. 65 (1919–1936). Möseler, Wolfenbüttel 2006
- Choralimprovisationen (1956–1958). Butz, Sankt Augustin 2002

#### Gesamtausgabe
- Sämtliche Orgelwerke. Bärenreiter, Kassel 2008–2015

I
- 7 Variaties op O Sanctissima op. 4a (1906)
- Preludium en Fuga over een thema uit de Eroica-Symphonie van Beethoven op. 8 (1906)
- Sonatine d-Moll op. 10 (1906/07)
- 4 Orgelstücke im polyphonen Styl op. 12 (1906/07)
- 5 Orgelstücke op. 16 (1907)

II
- Praeludium und Fuga d-Moll op. 17 (1907)
- 5 Orgelstücke op. 18 (1907)
- 5 Stücke op. 28 (1907–1912)
- Legende g-moll op. 29 (1908)

III
- Einleitung, Variationen und Fuge über ein altniederländisches Volkslied d-moll op. 31 (1908)
- Sonate f-Moll op. 32 (1909/10; revidiert 1930)
- Passacaglia a-Moll op. 40 (1911; revidiert 1929)

IV
- Marche festivale A-Dur op. 43 (1912)
- Pièce héroïque C-Dur op. 49 (1914)
- 8 Charakterstücke op. 54 (1910–1919)
- Fantasie c-Moll op. 57 (1915)

V
- 6 Orgelstücke op. 65 (1916–1936)
- Variationen und Fuge über das Altniederländische Volkslied Merck toch hoe sterck für Cembalo op. 80 (1937)
- Musik für Orgel c-moll op. 81 (1939)

VI
- Wilhelmus van Nassouwe en Choral Nun danket alle Gott (1907)
- Kleine Fantasie über C.H.D.B. für Orgel oder Klavier (?)
- Choralvorspiel Wachet auf, ruft uns die Stimme (1956?)
- (37) Choralimprovisationen (1956–1958)
- Gerard Bunk: Liebe zur Orgel. Erinnerungen aus einem Musikerleben (CD mit Faksimile der Erstauflage)

- Ausgewählte Orgelwerke. Breitkopf, Wiesbaden 1996

- Legende g-Moll op. 29 (1908)
- Passacaglia a-Moll op. 40 (1911; revidiert 1929)
- Fantasie c-Moll op. 57 (1915)

#### Orgel und Singstimme oder Instrumente
- Bist du bei mir, Arie im alten Stile für Mezzosopran (oder Sopran) und Orgel, ad libitum Violoncello (1907) / Wo du hingehst, Arie im alten Stile für Mezzosopran und Orgel, ad libitum Violine, Viola oder Oboe (1908). Butz (als Zwei Arien), Sankt Augustin 2003
- Legende f-Moll für Orgel und Bläserquartett op. 55a (1914). Bärenreiter, Kassel 2022
- Legende fis-Moll für Orgel und Streichorchester oder Streichquartett op. 55b (1914; bearbeitet 1945). Butz, Sankt Augustin 1999
- Andante sostenuto E-Dur für Orgel und Streichorchester op. 75IIIa (1923–1925; bearbeitet 1948). Butz, Sankt Augustin 2003

#### Autobiographie
Gerard Bunk: Liebe zur Orgel. Erinnerungen aus einem Musikerleben. Dortmund 1958